# Éloïse Vanryssel
Éloïse Vanryssel (1 de mayo de 1999) es una deportista francesa que compite en esgrima, especialista en la modalidad de espada.
Ganó una medalla de oro en el Campeonato Mundial de Esgrima de 2025, en la prueba por equipos.
Estudió Ingeniería Agroalimentaria en la Escuela Politécnica de la Universidad de la Sorbona.

## Palmarés internacional
| Campeonato Mundial | Campeonato Mundial | Campeonato Mundial | Campeonato Mundial |
| Año                | Lugar              | Medalla            | Prueba             |
| ------------------ | ------------------ | ------------------ | ------------------ |
| 2025               | Tiflis (Georgia)   | Medalla de oro     | Espada por equipos |